# 河村恭輔
河村 恭輔（かわむら きょうすけ、1883年7月26日 - 1950年2月26日）は、日本の陸軍軍人。最終階級は陸軍中将。

## 経歴
山口県出身。村上正路陸軍大佐の三男として生まれ、河村正彦陸軍中将の養子となる。広島陸軍地方幼年学校、中央幼年学校を経て、1903年（明治36年）11月、陸軍士官学校（15期）を卒業。翌年2月、砲兵少尉に任官し下関重砲兵連隊付となる。日露戦争に伴い1904年（明治37年）7月から1906年（明治39年）2月まで出征した。重砲兵第5連隊付などを経て、1915年（大正4年）12月、陸軍大学校（27期）を卒業した。
重砲兵第5連隊中隊長、陸軍兵器本廠付、第12師団参謀、野砲兵第12連隊付（欧州出張）などを経て、1920年（大正9年）10月から翌年7月まで平和条約実施委員を務めた。参謀本部員、兼陸大教官、陸軍重砲兵学校教導連隊大隊長、参謀本部課長などを歴任し、1926年（大正15年）7月、砲兵大佐に昇進。
1928年（昭和3年）8月、野砲兵第22連隊長を経て、1931年（昭和6年）8月、陸軍少将に進み津軽要塞司令官に就任。野戦重砲兵第4旅団長、砲兵監部付、重砲兵学校長を歴任し、1935年（昭和10年）8月、陸軍中将に進んだ。第16師団留守司令官を経て、二・二六事件の1936年（昭和11年）3月、第1師団長に親補され、同師団が満州駐留となり渡満した。1938年（昭和13年）7月、参謀本部付となり、翌月、予備役に編入された。後に防空協会常務理事に就任した。

## 栄典
位階
- 1904年（明治37年）4月7日 - 正八位[1]
- 1905年（明治38年）8月18日 - 従七位[2]
- 1910年（明治43年）9月30日 - 正七位[3]
- 1915年（大正4年）10月30日 - 従六位[4]
- 1920年（大正9年）11月30日 - 正六位[5]
- 1935年（昭和10年）9月2日 - 従四位[6]

勲章等
- 1940年（昭和15年）8月15日 - 紀元二千六百年祝典記念章[7]
- 1942年（昭和17年）4月13日 - 勲一等旭日大綬章[8]